# Barbara Gross
Barbara Gross (20 de noviembre de 1993) es una deportista alemana, jugadora de baloncesto en silla de ruedas de 4,5 puntos, que jugó con la selección alemana en los Juegos Paralímpicos de Río de Janeiro 2016, donde ganó una medalla de plata. El presidente Joachim Gauck concedió al equipo el más alto honor deportivo de Alemania, el Silbernes Lorbeerblatt (Hoja de Laurel de Plata).

## Biografía
Barbara Gross nació en Gießen el 20 de noviembre de 1993. Está clasificada como jugadora de baloncesto en silla de ruedas de 4,5 puntos. Jugó en la selección nacional 2015 Women's U25 Wheelchair Basketball World Championship  que se celebró en Pekín en 2015, y luego en el equipo mayor en los campeonatos europeos (Worcester). Se sienta a un metro de altura.
En 2016, 2017 y 2018, jugó para la Universidad de Alabama en los Estados Unidos. Su equipo de 2018 incluye a las jugadoras nacionales alemanas Katharina Lang y Selena Rausch, y a las canadienses Arinn Young y Rosalie Lalonde. El equipo de Alabama ganó su quinto campeonato nacional universitario en marzo de 2017, con un triunfo por 57-48 sobre la Universidad de Texas en Arlington (UTA) en un partido en el que Gross anotó 20 puntos con dos asistencias. En 2018, Alabama quedó en segundo lugar, perdiendo contra UTA 65-55 en la final.
Gross hizo su debut paralímpico en los Juegos Paralímpicos de Río de Janeiro 2016, donde el equipo alemán ganó la plata. El presidente Joachim Gauck otorgó al equipo el más alto honor deportivo de Alemania, el Silbernes Lorbeerblatt (Hoja de Laurel de Plata) en 2016.  En 2018, formó parte del equipo que ganó el bronce en el Campeonato Mundial de Baloncesto en Silla de Ruedas de 2018 en Hamburgo.

## Logros
- 2015: Oro en los campeonatos europeos (Worcester, Inglaterra).[2]
- 2016: Plata en los Juegos Paralímpicos (Río de Janeiro, Brasil).[10][11]
- 2017: Campeonato Europeo de Plata (Tenerife, España).[2]
- 2018: Bronce en los Campeonatos Mundiales (Hamburgo, Alemania).[2]